# سيدي معاشو
سيدي معاشو ولي صالح، تقع زاويته في ما كان يسمى ب ثنية ماخوخ، عين البرد حاليا وهي بلدية تقع بين وهران وسيدي بلعباس غرب الجزائر، 
يرجع نسبه إلى إدريس الأصغر بن إدريس الأكبر بن عبد الله الكامل بن الحسن مثنى بن حسن السبط بن علي بن أبي طالب وفاطمة الزهراء بنت رسول الله صلى الله عليه وسلم.